# De Volkskrant
«Фолкскрант» (de Volkskrant — «Народная газета») — голландская газета. Выходит ежедневно. Была основана в 1919 году, выходит тиражом около 250 тысяч экземпляров.

## История
«Фолкскрант» была основана в 1919 году, с 1921 года стала выходить ежедневно. Первоначально газета ориентировалась на католическую аудиторию и имела связи с Католической народной партией. В 1941 году публикация газеты была временно прекращена.
В 1945 году публикация газеты возобновилась. 23 августа 2006 года вышел двадцатипятитысячный номер «Фолкскрант».
В 2013 году газета получила премию European Newspaper Award.

## Владельцы
«Фолкскрант» входила в PCM Uitgevers N.V., которой также принадлежали NRC Handelsblad, Algemeen Dagblad и Trouw.
В 2009 году PCM Uitgevers была приобретена бельгийской компанией De Persgroep

## Бесплатная версия
В октябре 2006 года «Фолкскрант» объявила, что намерена выпускать бесплатную версию, рассчитанную на молодёжную аудиторию, но этот проект так и не был реализован.

## Тираж
В 2001 году тираж газеты составил 335 тысяч копий. В 2002 году ежедневный тираж газеты составлял 326 тысяч экземпляров, упав в 2011 году до 235 тысяч.